# Dear Frankie
Pour plus de détails, voir Fiche technique et Distribution.
Dear Frankie est un film britannique réalisé par Shona Auerbach, sorti en 2004.
Il est sélectionné et présenté au Festival du film de Tribeca, en mai 2004.

## Synopsis
Frankie envoie des lettres à son père mais ne sait pas que c'est sa mère qui lui répond. Un jour, celle-ci décide d'engager un étranger pour jouer le rôle.

## Fiche technique
Sauf indication contraire, les informations mentionnées dans cette section peuvent être confirmées par la base de données cinématographiques IMDb,  présente dans la section « Liens externes ».
- Titre original : Dear Frankie
- Réalisation : Shona Auerbach
- Scénario : Andrea Gibb
- Musique : Alex Heffes
- Direction artistique : Mags Horspool
- Décors : Jennifer Kernke
- Costumes : Carole Fraser
- Photographie : Shona Auerbach
- Montage : Oral Norrie Ottey
- Production : Caroline Wood
- Production déléguée : Stephen Evans, Angus Finney, François Ivernel, Cameron McCracken et Duncan Reid
- Coproduction : Gillian Berrie et Matthew T. Gannon
- Sociétés de production : Scorpio Films ; Pathé Pictures International, Inside Track Productions et Sigma Films
- Société de distribution : Pathé
- Pays de production :  Royaume-Uni
- Langues originales : anglais, langue des signes britannique
- Format : couleur
- Genre : drame romantique
- Durée : 105 minutes
- Dates de sortie : 
  - États-Unis : 4 mai 2004 (festival du film de Tribeca)
  - Royaume-Uni : 21 janvier 2005
  - France : 16 mars 2005
  - Belgique : 22 juin 2005

## Distribution
- Emily Mortimer : Lizzie
- Gerard Butler : l'étranger
- Jack McElhone : Frankie
- Mary Riggans : Nell
- Sharon Small : Marie
- Katy Murphy : Mlle. MacKenzie
- Sean Brown : Ricky Monroe
- Jayd Johnson : Catriona
- Anne Marie Timoney : Janet
- Cal MacAninch : Davey

## Production
Le tournage a lieu en Écosse, précisément à Glasgow en Strathclyde et à Greenock en Inverclyde

## Distinctions
Sauf indication contraire, les informations mentionnées dans cette section peuvent être confirmées par la base de données cinématographiques IMDb,  présente dans la section « Liens externes ».

### Récompense
- Festival des films du monde de Montréal 2004 : meilleur film

### Nominations
- BAFTA Awards, Scotland 2004 :
  - meilleur premier rôle pour Jack McElhone
  - meilleure réalisation pour Shona Auerbach
- Festival de Cannes 2004 :
  - prix d'un certain regard
  - caméra d'or du premier long métrage
- Festival du film de Tribeca 2004 : prix du jury du premier long métrage